# Big Energy
«Big Energy»  — песня американской рэперши Latto, вышедшая 24 сентября 2021 года в качестве ведущего сингла с её второго студийного альбома 777 (2022) с помощью лейблов Streamcut и RCA Records.
Ремикс с участием американской певицы Мэрайи Кэри и диджея DJ Khaled был выпущен 28 марта 2022 года с интерполяцией на песню Кэри «Fantasy» (8 недель на № 1 в 1995 году), который также сильно сэмплирует «Genius of Love» (1981) группы Tom Tom Club.

## История
Латто заявила, что впервые у неё возникла идея пригласить американскую певицу Мэрайю Кэри для ремикса ещё в ноябре 2021 года. Хотя она была её первым вариантом, Латто «не думала, что [она] сможет реально её уговорить».

## Композиция
Наполненная фанком поп-музыка и поп-рэп сильно семплированы с сингла 1981 года «Genius of Love» группы Tom Tom Club, одного из самых популярных ритм-треков 1980-х годов, особенно в жанрах хип-хоп и R&B .

## Отзывы
«Big Energy» был положительно оценён критиками. Мелинда Факуаде из Rolling Stone написала о том, что Латто экспериментирует с поп-музыкой, заявив, что это «сознательная попытка творческого риска» и она кажется «слишком тщательно ориентирована для поколения TikTok». В журнале «Clash» Ана Ламонд сказала, что «игривый» сингл передает «красочную ностальгию с пышной, заводной отделкой», что усиливает «поп-ориентированную коммерческую привлекательность» альбома. Джордан Бассетт из NME написал, что песня представляет собой «тупой, весёлый летний гимн, завернутый в хлюпающий сэмпл», который является «чувственной кульминацией» альбома. Аарон Уильямс из Uproxx сказал, что «зажигательный» трек представляет собой отход от характерного её звучания к «легкомысленной» песне. Том Брейхан в Stereogum высказал мнение, что сингл «перегружает» стратегию использования ностальгических битов, и назвал это «циничной и очевидной попыткой погони за хитами».
В журнале Variety Эллиз Шафер назвала ремикс на Мэрайю Кэри «кроссовером эпических масштабов», поскольку и «Big Energy» Latto, и «Fantasy» Кэри сэмплируют один и тот же трек.

## Музыкальное видео
Режиссером клипа на песню выступил Аррад. Оно было выпущено одновременно с песней. Согласно Complex, видео «использует тему случайности», поскольку главный герой клипа пробует свои силы в лотерее, в то время как Латто танцует и поёт на фоне «казино», и мужчина получает удар «от того, что кажется стрелой Купидона». Концепция обыгрывает каламбур Латто/лото. В видео присутствует сцена, в которой Латто одета в наряд цвета жука божьей коровки, изображенного на обложке сингла.

## Коммерческий успех
«Big Energy» достиг 3-го места в Billboard Hot 100. Он одновременно 30 апреля 2022 года становится её первым чарттоппером в Radio Songs. Песня возглавляет чарт Pop Airplay вторую неделю после того, как она доминировала в Rhythmic Airplay в течение семи недель и в Rap Airplay в течение одной недели.

## Концертные исполнения
Латто исполнила песню «Big Energy» 27 июня 2022 года на церемонии BET Awards'22, где к ней в финале присоединилась Мэрайя Кэри.

## Чарты

### Еженедельные чарты
| Чарт (2022)                           | Высшая позиция |
| ------------------------------------- | -------------- |
| Австралия (ARIA)                      | 13             |
| Канада (Canadian Hot 100)             | 11             |
| Канада CHR/Top 40 (Billboard)         | 1              |
| Канада Hot AC (Billboard)             | 27             |
| Мир (Global 200, Billboard)           | 32             |
| Венгрия (Single Top 40)               | 16             |
| Новая Зеландия (Recorded Music NZ)    | 19             |
| Великобритания (OCC UK Singles)       | 41             |
| Великобритания (OCC UK Hip Hop/R&B)   | 31             |
| США (Billboard Hot 100                | 3              |
| США (Adult Top 40 Billboard)          | 22             |
| США (Hot R&B/Hip-Hop Songs Billboard) | 1              |
| США (Mainstream Top 40 Billboard)     | 1              |
| США (Rhythmic Billboard)              | 1              |

## Сертификации
| Регион                                                                      | Сертификация | Продажи |
| --------------------------------------------------------------------------- | ------------ | ------- |
| Новая Зеландия (RMNZ)                                                       | Платиновый   | 30 000  |
| США (RIAA)                                                                  | Золотой      | 500 000 |
| Данные о продажах + прослушиваниях приведены только на основе сертификации. |              |         |